# 米海林 (卡扎京區)
49°35′8″N 28°48′13″E / 49.58556°N 28.80361°E
米海林（烏克蘭語：Михайлин），是烏克蘭的村落，位於該國西南部文尼察州，由赫米利尼克區負責管轄，始建於1545年，面積2.65平方公里，海拔高度291米，2001年人口640，人口密度每平方公里241.87人。